# Xã Cedar Creek, Quận Crawford, Arkansas
Xã Cedar Creek (tiếng Anh: Cedar Creek Township) là một xã thuộc quận Crawford, tiểu bang Arkansas, Hoa Kỳ. Năm 2010, dân số của xã này là 652 người.